# Leosedulia
Leosedulia is een geslacht van rechtvleugeligen uit de familie veldsprinkhanen (Acrididae). De wetenschappelijke naam van dit geslacht is voor het eerst geldig gepubliceerd in 2009 door Storozhenko.

## Soorten
Het geslacht Leosedulia  is monotypisch en omvat slechts de volgende soort:
- Leosedulia mistshenkoi (Storozhenko, 2009)